# Osvajači olimpijskih odličja u atletici, žene, 4x400 m štafeta
Osvajači olimpijskih medalja u atletici za žene u disciplini 4x400 m štafeta prikazani su u sljedećoj tablici:
| Olimpijske igre   | Zlato                                                                          | Srebro                                                                     | Bronca                                                                   |
| ----------------- | ------------------------------------------------------------------------------ | -------------------------------------------------------------------------- | ------------------------------------------------------------------------ |
| München 1972.     | GDRDagmar Käsling Rita Kühne Helga Seidler Monika Zehrt                        | USAMable Fergerson Madeline Manning Cheryl Toussaint Kathy Hammond         | FRGAnette Rückes Inge Bödding Hildegard Falck Rita Wilden                |
| Montreal 1976.    | GDRDoris Maletzki Brigitte Rohde Ellen Streidt Christina Brehmer               | USADebra Sapenter Sheila Ingram Pamela Giles Rosalyn Bryant                | URSInta Klimovica Ljudmila Aksenova Natalija Sokolova Nadežda Ilijina    |
| Moskva 1980.      | URSTatjana Proročenko Tatjana Goiščik Nina Zjuskova Irina Nazarova             | GDRGabriele Löwe Barbara Krug Christina Brehmer Marita Koch                | GBRLinsey MacDonald Michelle Probert Joslyn Hoyte-Smith Janine Macgregor |
| Los Angeles 1984. | USALillie Leatherwood Sherri Howard Valerie Brisco-Hooks Chandra Cheeseborough | CANCharmaine Crooks Jillian Richardson Molly Killingbeck Marita Payne      | FRGHeike Schulte-Mattler Ute Thimm Heide-Elke Gaugel Gaby Bussmann       |
| Seul 1988.        | URSTatjana Ledovskaja Olga Nazarova Marija Pinigina Olga Brizgina              | USADenean Howard Diane Dixon Valerie Brisco-Hooks Florence Griffith Joyner | GDRDagmar Neubauer-Rübsam Kirsten Emmelmann Sabine Busch Petra Müller    |
| Barcelona 1992.   | EUNJelena Ruzina Ljudmila Džigalova Olga Nazarova Olga Brizgina                | USANatasha Kaiser Gwen Torrence Jearl Miles Rochelle Stevens               | GBRPhylis Smith Sandra Douglas Jennifer Stoute Sally Gunnell             |
| Atlanta 1996.     | USARochelle Stevens Maicel Malone Kim Graham Jearl Miles                       | NGRBisi Afolabi Fatima Yusuf Charity Opara Falilat Ogunkoya                | GERUta Rohländer Linda Kisabaka Anja Rücker Grit Breuer                  |
| Sydney 2000.      | USAJearl Miles Monique Hennagan Marion Jones La Tasha Colander-Richardson      | JAMSandie Richards Catherine Scott-Polmales Deon Hemmings Lorraine Graham  | RUSJulija Sotnikova Svetlana Gončarenko Olga Kotljarova Irina Privalova  |
| Atena 2004.       | USADeeDee Trotter Monique Henderson Sanya Richards Monique Hennagan            | RUSOlesija Krasnomovec Natalija Nazarova Olesija Zikina Natalija Antiuk    | JAMNovlene Williams Michelle Burgher Nadia Davy Sandie Richards          |